# نزیریتاید
نزیریتاید (انگلیسی: Nesiritide) شکل نوترکیب پپتید ناتریورتیک نوع B انسانی با ۳۲ اسید آمینه است که معمولاً توسط میوکارد بطنی تولید می‌شود. این دارو برای تسهیل هموستاز مایع قلبی عروقی از طریق ضدتنظیم سیستم رنین-آنژیوتانسین-آلدوسترون، تحریک گوانوزین مونوفسفات حلقوی، منجر به آرامش سلولی ماهیچه‌های صاف می‌شود.

## عوارض جانبی
عوارض جانبی رایج دارو عبارتند از:
- فشار خون پایین (۱۱ درصد بیماران)
- سردرد
- حالت تهوع
- ضربان قلب آهسته
- نارسایی کلیه
- گیجی
- پارستزی
- خواب آلودگی
- لرزش